# Чжун Наньшань
Чжу́н Наньша́нь (кит. упр. 钟南山, пиньинь Zhōng Nánshān, род. 20 октября 1936) — китайский эпидемиолог и пульмонолог, обнаруживший коронавирус ТОРС в 2003 году. Он был президентом Китайской медицинской ассоциации с 2005 по 2009 год и в настоящее время является главным редактором Журнала торакальных заболеваний (Journal of Thoracic Disease).
Чжун заслужил международную известность за деятельность во время вспышки атипичной пневмонии, в частности за опровержение официальных заявлений, преуменьшавших серьёзность кризиса. Он был признан одним из 10 лучших ученых Китая в 2010 году. Во время вспышки коронавируса в Ухане в 2019—2020 годах он снова был назначен ведущим консультантом по управлению кризисом.

## Образование
Чжун родился в октябре 1936 года в Нанкине, провинция Цзянсу, его предки родом из Кулансу, Сямынь, Фуцзянь. Чжун получил образование в Пекинском медицинском университете и проходил практику в университетской больнице. В 1980-х годах он прошел дополнительное обучение в больнице Святого Варфоломея в Лондоне и Медицинской школе Эдинбургского университета в период с 1979 по 1981 год. Он окончил медицинский факультет Эдинбургского университета со степенью доктора медицины в 1981 году.

## Карьера
Чжун стал президентом Китайского торакального общества в 2000 году. Он стал президентом Китайской медицинской ассоциации в 2005 году. В настоящее время он является директором Гуанчжоуского института респираторных заболеваний и главным редактором Журнала торакальных заболеваний (Journal of Thoracic Disease) Чжун обнаружил связь между недостаточным потреблением белка и ХОБЛ и разработал формулу питания для пациентов с ХОБЛ..

## Награды
11 августа 2020 года Си Цзиньпин своим указом одобрил решение 21-й сессии ПК ВСНП 13-го созыва о награждении Чжун Наньшаня орденом Республики за выдающийся вклад в борьбу с эпидемией COVID-19; церемония награждения состоялась 8 сентября в Доме народных собраний.